# Phytomyza cicutae
Phytomyza cicutae este o specie de muște din genul Phytomyza, familia Agromyzidae, descrisă de Friedrich Georg Hendel în anul 1922.
Este endemică în Germania. Conform Catalogue of Life specia Phytomyza cicutae nu are subspecii cunoscute.